# 술탄 알가남
술탄 압둘라 살렘 알가남(아랍어: سلطان عبد الله سالم الغنام, Sultan Abdullah Salem Al-Ghannam, 1994년 5월 6일 ~ )는 사우디아라비아의 축구 선수이다. 현재 알나스르에서 활약하고 있으며, 포지션은 수비수다.